# Титова, Юлия Стефановна
Ю́лия Стефа́новна Тито́ва (7 апреля 1919, Короча — 5 февраля 2002, Обнинск) — советский инженер-химик-технолог в системе атомной промышленности.  Лауреат Государственной премии СССР (1954).

## Биография
Родилась 7 апреля 1919 года в городе Короче Курской губернии РСФСР.
Получив семиклассное образование, поступила в Корочанское педагогическое училище, и после его окончания с 1937 по 1945 годы трудилась на педагогической работе — учителем химии и биологии ряда средних и средне-специальных учебных заведений.
В 1948 году окончила Воронежский государственный университет, получив специальность инженера-физико-химика. С 1948 по 1951 годы Ю. С. Титова находилась на стажировке в Лаборатории измерительных приборов АН СССР.  
С 1951 года переведена в систему МСМ СССР и направлена в закрытый город Свердловск-45. Работала на предприятии Электрохимприбор — инженер-исследователь, технолог, начальник отделения. В 1954 году Указом Президиума Верховного Совета СССР Ю. С. Титова стала лауреатом Государственной премии СССР.  
Ю. С. Титова участвовала в разработке технологии получения и выпуске стратегических материалов — обогащенных изотопов урана, плутония и лития, проведении работ по получению обогащенных стабильных изотопов высокой чистоты. Ю. С. Титова разработала технологию ультразвуковой очистки деталей изотопного производства, разработала и внедрила в производство технологии выделения и очистки изотопов 25 химических элементов.
С 1974 года направлена в город Обнинск, работала в Физико-энергетическом институте.  
Умерла 5 февраля 2002 года.

## Награды
- Государственная премия СССР (1954)